# Brad Dean
Bradley Scott „Brad“ Dean (* 12. Januar 1953 in Washington, D.C.) ist ein US-amerikanischer Basketballtrainer, der nahezu ausschließlich in Europa arbeitete. Ausgehend von Schweden arbeitete Dean längere Zeit in Deutschland und Belgien. Zwischen 2007 und 2016 war er Trainer der belgischen Erstligamannschaft Okapi Aalstar und zwischen 2010 und 2013 zudem Trainer der schwedischen Nationalmannschaft der Herren.

## Karriere
Dean besuchte die La Mirada High School im US-Bundesstaat Kalifornien. Er lief für die Basketballmannschaft der Schule auf und wurde in der Saison 1970/71 als bester Spieler der Suburban League ausgezeichnet, nachdem er in diesem Spieljahr Mittelwerte von 29 Punkten und 22 Rebounds je Begegnung erzielt hatte. 2023 wurde Dean in die Ruhmeshalle der La Mirada High School aufgenommen.
Er studierte an der Loyola Marymount University (LMU) in Los Angeles, wo er für die Hochschulmannschaft Lions von 1972 bis 1975 in der West Coast Conference (WCC) der NCAA Basketball spielte. In seiner letzten Spielzeit wurde er unter die zehn besten Spieler der WCC ins „All-Second-Team“ der Conference gewählt. Dean bekam jedoch im Anschluss anders als sein bekannterer Kollege Rick Adelman, der wenige Jahre vor Dean an der LMU studiert hatte und später eine erfolgreiche Karriere auch als Trainer in der NBA absolvierte, keinen Vertrag als Spieler in der NBA.
Dean spielte zwei Jahre in Schweden und schlug im Alter von 26 Jahren die Trainerlaufbahn ein. Er übernahm die Mannschaft von Södertälje BBK. 1982 ging er für ein Jahr zurück in seine Heimat und trainierte eine Highschool-Mannschaft auf Hawaii. Bereits nach einem Jahr ging er zurück nach Schweden und trainierte den Verein Hageby BK aus Norrköping. Nach einem Jahr ging er 1984 zum Verein aus Alvik in der Hauptstadt Stockholm, der zuvor den Meistertitel nach weiteren drei Titeln in Folge zwischen 1981 und 1983 an Solna IF verloren hatte. Nachdem Solna 1985 seinen Titel verteidigen konnte, holte sich Alvik BK den Titel 1986 zurück. In der folgenden Saison trainierte Dean wieder die Mannschaft aus Södertälje, die sich unter seiner Führung auf Anhieb die zweite Meisterschaft sicherte und im folgenden Jahr verteidigte. In der Saison 1988/89 reichte es dann für den Titelverteidiger zum dritten Platz.
Für die Saison 1989/90 ging Dean nach Belgien zum Verein aus Ostende, der in den 1980er Jahren bereits siebenmal die belgisch Meisterschaft gewonnen hatte. Am Saisonende reichte es jedoch nur zum dritten Platz und Dean ging daraufhin ins Nachbarland Deutschland zum SSV Ulm in die Basketball-Bundesliga, den er nach dem zehnten Spieltag in der Saison 1990/91 übernahm. In der Bundesliga-Spielzeit 1991/92 gelang dann vier Jahre nach dem Erstliga-Aufstieg des Vereins erstmals die Qualifikation für die Play-offs der besten acht Mannschaften um die Meisterschaft. In der ersten Runde schied man gegen Serienmeister Bayer Leverkusen aus. Ein Jahr später zog man ins Halbfinale der besten vier Mannschaften ein, in dem man erneut an Leverkusen scheiterte. Im Jahr darauf schied man jedoch gleich in der ersten Play-off-Runde gegen Alba Berlin aus, stattdessen erreichte man im deutschen Pokal erstmals das Endspiel, das jedoch gegen Brandt Hagen verloren ging. Gegen den gleichen Gegner verlor man in der ersten Play-off-Runde der Saison 1994/95. Analog zum Vorjahr zog man erneut ins Pokalfinale ein, das jedoch knapp mit einem Punkt Unterschied gegen Serienmeister Bayer Leverkusen verloren ging. Für die Saison 1995/96 reaktivierte Dean den kleinen Bo Dukes, der bereits in Schweden bei Hageby BK und Södertälje unter ihm gearbeitet und neben einer schwedischen Meisterschaft auch eine deutsche Meisterschaft mit Steiner Bayreuth gewonnen hatte, und stellte ihn an die Seite seines Starspielers Jarvis Walker. Während man in der Meisterschaft erneut in der ersten Play-off-Runde scheiterte, konnte man sich beim dritten Pokalfinaleinzug in Folge für die knappe Niederlage des Vorjahres revanchieren und siegte seinerseits gegen Meister und Titelverteidiger Leverkusen mit einem Punkt Unterschied. Dies war der erste nationale Titelerfolg für den Verein und Deans erster Titel in Deutschland.
Anschließend verließ Dean nach sechs Jahren den Ulmer Verein und ging zurück nach Schweden, wo er in Luleå die Mannschaft von Plannja Basket übernahm und auf Anhieb 1997 zur ersten Meisterschaft führte. Nachdem man als Titelverteidiger die Finalserie 1998 gegen Deans ehemalige Mannschaft aus Norrköping verloren hatte, gewann man 1999 die Meisterschaft in der Basketligan ein zweites Mal. Anschließend ging er erneut nach Belgien in die Ethias League, wo er die Mannschaft Okapi aus Aalst übernahm. Dem Hauptrundenersten wurde jedoch wegen finanzieller Verstöße zwei Siege abgenommen und Dean übernahm zu Beginn im Oktober 2000 den deutschen Erstligisten Metabox Braunschweig. Doch auch dieser Verein geriet ins Schlingern, als der Hauptsponsor zahlungsunfähig wurde. Zum Jahreswechsel übernahm der damalige deutsche Bundestrainer Henrik Dettmann interimistisch den Posten von Dean, der als Nachfolger von Dirk Bauermann im März 2001 den Ligakonkurrenten Brandt Hagen übernahm, wo bereits sein Landsmann Daren Engellant als Spieler aktiv war, der unter ihm bereits in Aalst gespielt hatte. Hagen schaffte knapp den Klassenerhalt und verlor das Pokalfinale gegen Herzogtel Trier. In der Basketball-Bundesliga 2001/02 schaffte man knapp als Achter der Hauptrunde wieder den Einzug in die Play-offs um die Meisterschaft, in denen man jedoch in der ersten Runde ausschied. Eine Spielzeit später verpasste man als Neunter den erneuten Einzug um einen Sieg. Dean ging zurück nach Belgien zum Nachfolgeverein Okapi Aalstar, die er die folgenden zwei Spielzeiten bis 2005 trainierte. Für die Saison 2007/08 kehrte er als verantwortlicher Trainer zurück und konnte die Mannschaft unter anderem mit der Unterstützung der ehemaligen Bundesligaspieler Brian Greene und Bingo Merriex in der geschlossenen Liga stets in der oberen Tabellenhälfte platzieren. 2011 wurde man unter anderem mit den späteren Bundesligaspielern Stanley Burrell und Anthony Hilliard Vizemeister und musste sich in der Finalserie nur Serienmeister Spirou BC Charleroi geschlagen geben. 2012 feierte man mit dem Pokalsieg den ersten Titelerfolg des Vereins und für Dean in Belgien. Der ehemalige Trierer Bundesligaspieler Chris Copeland, der maßgeblich an den Erfolgen der vergangenen beiden Spielzeiten beteiligt war, bekam anschließend einen Vertrag in der NBA. 2014 und 2016 führte Dean Okapi erneut in die Finalserie der belgischen Liga, musste aber jeweils mit Silber vorliebnehmen. Nach der Saison 2015/16 verließ Dean Okapi Aalstar, um mit seiner Familie in die Vereinigten Staaten zurückzukehren. Im Bundesstaat Kalifornien wurde Dean als Assistenztrainer am Copper Mountain College tätig.

### Nationaltrainer
Im März 2010 wurde Dean als Nachfolger des Griechen Kostas Flevarakis zum Nationaltrainer seiner zweiten Heimat Schweden berufen. Diese Tätigkeit übernahm er zusätzlich zu seiner Tätigkeit als Vereinstrainer in Aalst. Für die Endrunde der EM 2013 konnte sich die schwedische Nationalmannschaft erstmals nach 18 Jahren wieder sportlich qualifizieren. In der Qualifikation musste man nur der ungeschlagenen deutschen Nationalmannschaft den Vortritt lassen. Dean konnte dabei in der Nationalmannschaft mit Jonas Jerebko und Jeffery Taylor auf die Unterstützung der ersten beiden NBA-Spieler in der Geschichte der schwedischen Nationalmannschaft bauen.

## Familie
Dean heiratete im Mai 1998 in Stockholm die ehemalige schwedische Basketball-Nationalspielerin Margareta Helena Ihren, die er einst als Trainer zu seinen Spielerinnen gehörte. Aus der Ehe ging eine Tochter und ein Sohn hervor. Beide Kinder spielten später Basketball an US-Hochschulen.